# Fils de Dieu
Ne doit pas être confondu avec Dieu le Fils.
« Fils de Dieu » est un titre conféré à différentes divinités fils d'un dieu plus important ou à des « homme divin », demi-dieux, héros, thaumaturges ou souverains remarquables auxquels sont prêtées des qualités surhumaines.
Dans la littérature judaïque biblique et post-biblique, l'expression peut désigner des créatures célestes, Israël, son peuple ou ses rois, voire désigner l'humanité en général. Dans le Nouveau Testament, l'expression est associée à plusieurs reprises à Jésus de Nazareth en tant que messie royal de nature humaine de la lignée de David, puis devient l'un des titres christologiques traduisant, depuis les Pères de l'Église, sa nature divine avant de faire référence, pour le christianisme trinitaire, à la relation entre Jésus-Christ, Dieu le Père et le Saint-Esprit.

## Littératures antiques

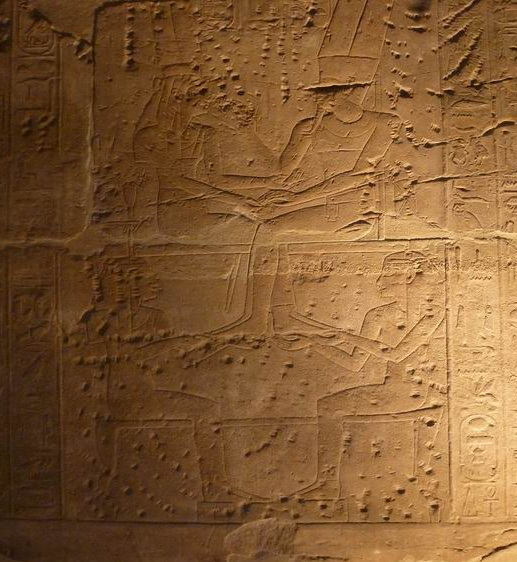
Visite d'Amon à la mère d'Amenhotep III - XVIIIe dynastie - Louxor.

Dans les religions et traditions du Proche-Orient ancien et du monde hellénistique, le titre apparaît pour désigner dans certains panthéons des divinités, fils d'un dieu plus important ou du dieu suprême, dans diverses traditions, des demi-dieux comme le Sumérien Gilgamesh, des rois remarquables ou certains hommes auxquels sont prêtées des qualités surhumaines.
Dans des sociétés où la monarchie apparaît comme l'une des institutions-clefs, le titre est ainsi régulièrement associé à l'idéologie royale dont il constitue l'une des caractéristiques importantes : le souverain devient « fils » de la divinité par adoption lors de son entrée en fonction. En Égypte antique, cette relation est plus qu'une adoption et s'apparente à une filiation réellement physique entre le pharaon et la divinité, le souverain étant littéralement engendré par celle-ci à la suite d'une procréation charnelle. 
Dans le monde gréco-romain, le concept de « Fils de Dieu » connait deux utilisations notables. La première utilisation se trouve dans la titulature de différents souverains, d'une part de la dynastie égyptienne des Lagides, dont les rois d'origine gréco-macédonienne portent le titre de « fils d’Hélios », le dieu Soleil ; d'autre part, certains empereurs romains, après la divinisation de Jules César, portent le titre de « fils de César », à l'instar d'Auguste (Imperator Caesar, divi filius, Augustus) ou de Tibère (Divi Augusti filius, divi Iulii nepos). Également liée au culte impérial, la seconde utilisation réfère à la notion d’« homme divin » qui dans la mythologie classique, désigne certains héros, sages ou thaumaturges.

## Judaïsme
Les sociétés monarchiques égyptienne et mésopotamienne ont joué à plus d'un titre un rôle référentiel pour l'Israël antique et l'on trouve l'expression « fils de Dieu » à plusieurs reprises dans la littérature judaïque biblique et post-biblique, sans jamais toutefois de rapport avec une descendance physique de Dieu, et toujours dans un emploi métaphorique.
La Bible hébraïque mentionne trois types de « fils de Dieu » : des êtres célestes ou angéliques ; des individus juifs ou Israël ou son peuple en tant que collectif, l'expression étant alors utilisée dans un sens pour signifier que le peuple croyant en général est constitué des « enfants de Dieu »; enfin des rois d’Israël ou de Juda pour deux occurrences figuratives, le roi étant lié au roi suprême qui est Dieu.
Quelques passages de textes tardifs font du titre des acceptions particulières comme dans le Livre de la Sagesse où le titre de Fils de Dieu est donné à l’« homme juste », et, dans un sens très particulier, au plus juste parmi les justes, ou encore dans le Livre des Psaumes où le titre il est associé au le messie fils de David. On rencontre enfin également l'expression dans un écrit judéo-grec originaire d’Égypte intitulé Joseph et Aseneth (en) ainsi que dans un texte fragmentaire des Manuscrits de la mer Morte qui, de nature polémique, semble renvoyer là aussi à l’idéologie royale.

### Commentateurs
En général, dans le judaïsme rabbinique l'expression fait référence à Israël ou aux êtres humains en général. Plus singulièrement, commentant le passage de la Genèse suivant lequel « les fils de Dieu eurent des rapports avec les filles des hommes », le tannaïm Eliezer ben Hyrcanos (début du IIe siècle) fait des « fils de Dieu » les fils de Seth et des « filles des hommes » les filles de Caïn. Son contemporain Shimon ben Yohaï maudit ceux qui utilisent l'expression « fils de Dieu », étant donné que Dieu ne s'est jamais marié et n'a jamais eu d'enfants. Pour l'historien juif Flavius Josèphe, les fils de Dieu sont des anges déchus.

## Christianisme

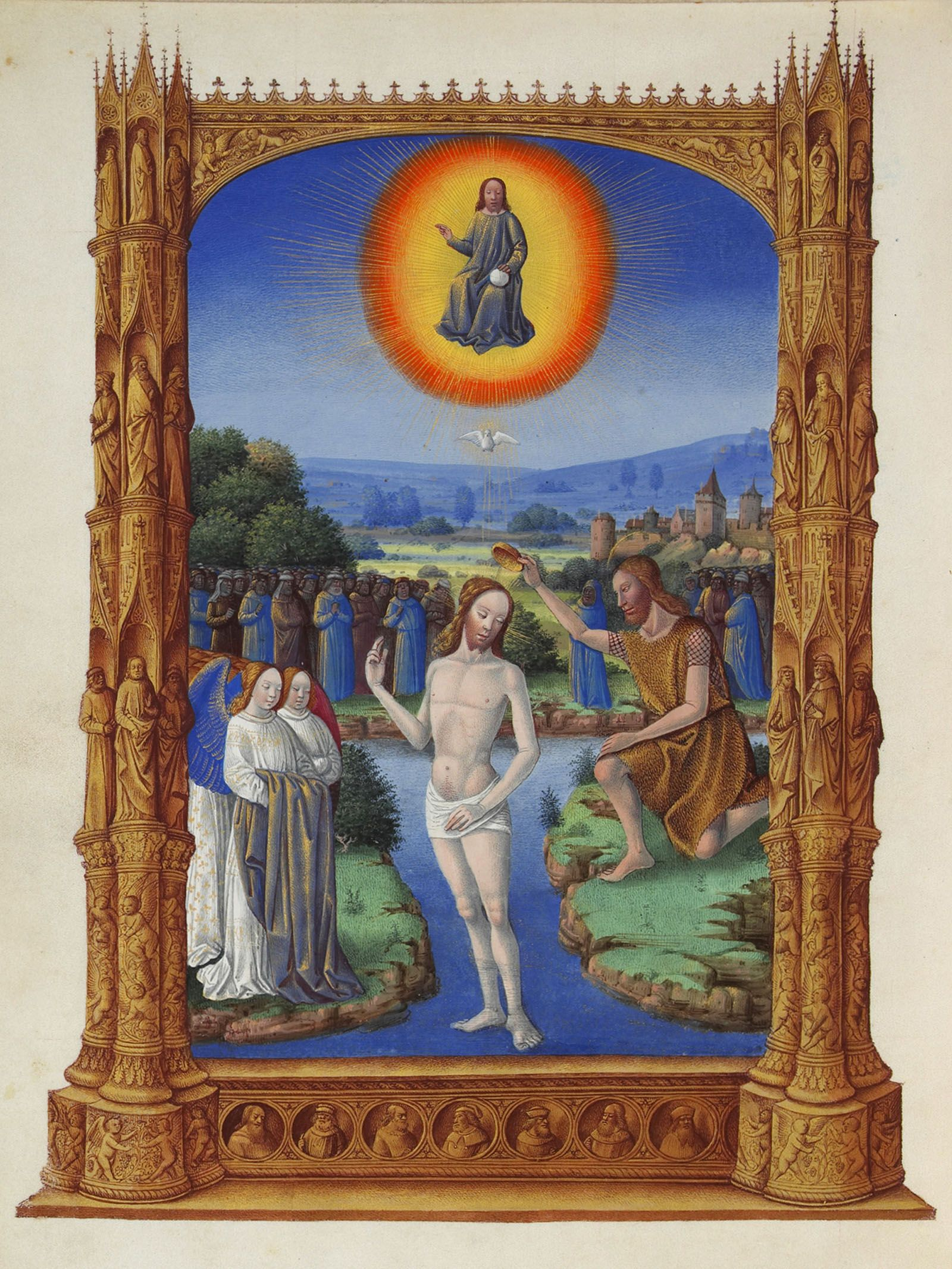
Le Christ baptisé par saint Jean dans le Jourdain.

### Nouveau Testament
Dans les évangiles, le titre « Fils de Dieu » (en grec : o υιός του Θεού / ho huios tou theou) , à l'instar d'ailleurs de « Seigneur » (en grec : κύριος / kyrios), n'est décerné à Jésus qu'après la Pâques et rétroprojeté dans sa biographie, témoignant de la relecture croyante que les disciples ont faite après sa mort de leur maître, sans toutefois que les auteurs des évangiles placent ces titres dans la bouche même de Jésus : dans l'évangile selon Marc qui l'utilise le plus abondamment, le titre est énoncé par le narrateur, par Dieu lui-même lors des épisodes du Baptême et de la Transfiguration, par les démons ou encore par l'officier romain présidant à la crucifixion. 
Marc débute d'ailleurs son évangile en décrivant explicitement le « Commencement de l'évangile de Jésus, Christ, Fils de Dieu » en référence à l'ancien titre employé pour désigner un roi de la maison de David. Cette désignation n'est pas utilisée dans une acception de filiation biologique mais plutôt pour insister sur l'unique et très grande proximité entre Dieu et Jésus, Fils qui est le représentant et le porte-parole autorisé du Père sur Terre, sa voix et sa main. 
L'ensemble des évangiles associent dans une même séquence chronologique la manifestation de Jésus comme fils de Dieu avec la figure de Jean le Baptiste. Les synoptiques de Luc et Matthieu, font en outre valoir dès les récits de l'enfance la qualité de Fils de Dieu de Jésus tandis que l'auteur de l'évangile selon Jean affirme que le Fils, assimilé au Logos, est préexistant.   
Si deux passages des évangiles synoptiques semblent exprimer la position de Jésus de Nazareth vis-à-vis de Dieu en termes d’un rapport de filiation quand il s'adresse à Dieu en l'appelant « Père », il n'est pour autant pas possible d'affirmer que Jésus se soit compris ou désigné lui-même comme le Fils de Dieu. Si tel était le cas, il est probable que, dans la perspective religieuse monothéiste qui est la sienne, Jésus se soit alors compris comme le fils non divin mais bien humain, c’est-à-dire et suivant une acception bien établie dans la conception messianique de l’époque, comme le messie royal dans la ligne davidique, roi terrestre de la lignée de David, symboliquement considéré comme l'enfant de Dieu. Néanmoins, l'authenticité de cette façon de s’adresser à Dieu quand il l'appelle « Père » est débattue, l'expression pouvant avoir pour origine un discours eschatologique provenant d'une tradition évangélique postérieure aux années 70 et d'hymnes de l'Église primitive.   
Lui appliquant le titre de « Fils de Dieu », les rédacteurs des évangiles soulignent ainsi essentiellement le statut de roi-messie de Jésus de nature humaine, comme un descendant attendu de David qui restaure la royauté promise par Dieu à la fin des temps, à la différence du titre de « Fils de l'Homme », beaucoup plus utilisé dans le Nouveau Testament, qui envisage Jésus comme ayant part à la divinité de Dieu et souligne sa nature divine. En tout état de cause, dans les mondes judéens ou grec du Ier siècle, l’identification explicite d’un personnage historique contemporain avec une divinité aurait été inconcevable. 

### Christologie
Ce n’est que qu'à partir de la fin du Ier siècle, que l’expression est utilisée pour identifier Jésus à Dieu, dans une interprétation qui ne se développe que progressivement à la suite d'Ignace d’Antioche qui désigne Jésus comme « notre Dieu » et comme « le Dieu qui vous a rendus si sages ». Mais, les nombreux titres christologiques décernés à Jésus chez les premiers chrétiens, c'est finalement celui de « Fils de Dieu » finit par s’imposer comme éminemment décisif pour exprimer qui est Jésus et paradoxalement traduire, depuis les Pères de l'Église, sa nature divine.
Depuis, la foi chrétienne proclame que Jésus est le Fils de Dieu et dans la plupart des traditions théologiques chrétiennes, l'expression fait ainsi référence — dans une conception trinitaire — à la relation entre Jésus de Nazareth en tant que Christ, Dieu le Père et le Saint-Esprit. La croyance en Jésus-Christ Messie et « Fils de Dieu », ressuscité d'entre les morts, est un élément essentiel du kérygme, qui appelle à la conversion.